# Межовиці
Межовиці (пол. Mierzowice) — село в Польщі, у гміні Проховиці Легницького повіту Нижньосілезького воєводства.
Населення — 352 особи (2011).
У 1975-1998 роках село належало до Легницького воєводства.

## Демографія
Демографічна структура станом на 31 березня 2011 року:
|          | Загалом | Допрацездатний вік | Працездатний вік | Постпрацездатний вік |
| -------- | ------- | ------------------ | ---------------- | -------------------- |
| Чоловіки | 183     | 48                 | 122              | 13                   |
| Жінки    | 169     | 35                 | 109              | 25                   |
| Разом    | 352     | 83                 | 231              | 38                   |